# 博爱县第一中学
35°11′10″N 113°03′12″E / 35.18602°N 113.05336°E
博爱县第一中学，原名博爱县初级师范学校，是一所位于河南省焦作市博爱县的省级示范性高中。始建于1951年，占地400余亩。

## 沿革
博爱县第一中学创办于1951年3月，校址在县城文庙（后卫东学校）。同年7月，校址迁到十街柏兴园烟房。1954年7月，改为博爱县初级中学。1957年，改名为博爱县第一中学校。文化大革命期间，学校受到冲击。1968年学校停办，1972年8月恢复。1978年，改为博爱县完全中学校。1979年，改为博爱县第一中学校。1984年，该校高鸿在当年的高等学校招生考试中获得河南省文科第一（状元）。1999年2月，学校迁至博爱县南鸿昌路东段。2007年，河南省教育厅公布第三批河南省示范性普通高中，博爱县第一中学名列其中。